# Medio Cudeyo
Medio Cudeyo é um município da Espanha na comarca de Trasmiera, província e comunidade autónoma da Cantábria. Tem 26,8 km² de área e em 2021 tinha 7 606 habitantes (densidade: 283,8 hab./km²).

## Demografia
| Variação demográfica do município entre 1991 e 2004 [carece de fontes?] | Variação demográfica do município entre 1991 e 2004 [carece de fontes?] | Variação demográfica do município entre 1991 e 2004 [carece de fontes?] | Variação demográfica do município entre 1991 e 2004 [carece de fontes?] |
| ----------------------------------------------------------------------- | ----------------------------------------------------------------------- | ----------------------------------------------------------------------- | ----------------------------------------------------------------------- |
| 1991                                                                    | 1996                                                                    | 2001                                                                    | 2004                                                                    |
| 5724                                                                    | 5904                                                                    | 6287                                                                    | 6677                                                                    |